# Джобе, Маба
Маба Джаху Джобе (англ. Maba Jahou Jobe, 1964, Фарафенни, Северный Берег — 12 июля 2023) — гамбийский политик.

## Биография
Маба Джаху Джобе родился в 1964 году в Бакау, там же он вырос. 
Маба Джобе служил офицером-майором и командующим Национальной армией Гамбии, пока не был назначен помощником верховного комиссара посольства Гамбии в Великобритании. Джобе был верховным комиссаром в Нигерии с 1996 по 2001 год .
18 октября 2006 года президент Яйя Джамме неожиданно распустил кабинет министров Гамбии. Джобе был назначен министром иностранных дел в новом кабинете министров 20 октября, заменив Ламина Каба Баджо. Однако Джамме объявил в выпуске новостей 25 октября, что решил отозвать Джобе с поста министра.
Маба Джаху Джобе умер 12 июля 2023 года.